# Dino Gavina
(Marcel Breuer)
Dino Gavina (San Giovanni in Persiceto, 7 novembre 1922 – Bologna, 6 aprile 2007) è stato un imprenditore, designer e editore italiano.
Si tratta di  una delle figure imprenditoriali più importanti nel settore dell'arredamento e del design italiano (oltre che suo precursore), è fondatore delle aziende: Gavina SpA, Flos, Simon e Paradisoterrestre, a lui è stato dedicato un importante premio di disegno industriale e mostre in tutto il mondo.

## Biografia

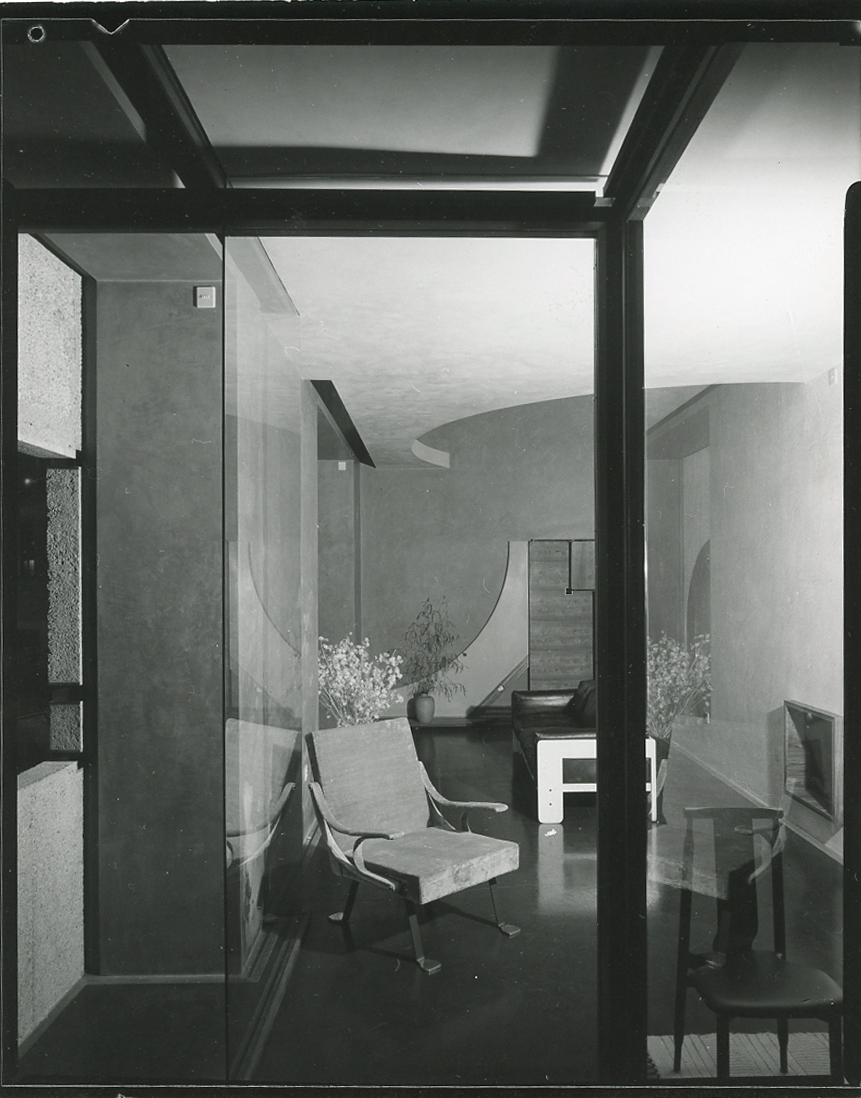
Negozio Gavina a Bologna, allestito da Carlo Scarpa. Foto di Paolo Monti.

Inizia la sua attività professionale come allestitore di spazi scenici teatrali verso la seconda metà degli anni quaranta, le arti visive erano una grande passione di Dino, passione che si forma lavorando al teatro "La Soffitta" di Bologna dove realizzava oggettistica e allestimenti scenografici. Il suo cammino verso la sua attività principale che lo ha reso famoso in tutto il mondo inizia nel 1953 quando apre un negozio dove produceva e vendeva capote per Jeep e rivestimenti per carrozze ferroviarie e anche qualche complemento d'arredo. Non lascia però la sua passione di allestitore, passione che lo porta a conoscere Lucio Fontana, il quale insiste per portarlo a Milano e  proprio a Milano, nel 1953 mentre allestiva la X Triennale di Milano, Fontana presenta a Gavina alcuni celebri architetti: Carlo Mollino, Carlo De Carli, Pier Giacomo Castiglioni e Carlo Scarpa. Qualche anno più tardi conosce Kazuhide Takahama con il quale instaurerà una grande amicizia. Con Fontana, Dino inizia una vivace collaborazione, infatti fu Fontana a indirizzare Gavina verso il disegno industriale e 7 anni dopo, nel 1960, Dino Gavina fonda la Gavina SpA dove decide di limitarsi al ruolo di amministratore delegato e di chiamare alla presidenza Carlo Scarpa. L'azienda operava nel settore dell'arredamento, esordisce in questo mercato con la poltrona Sanluca, primo frutto di una grande amicizia con Pier Giacomo Castiglioni. La Gavina SpA è stata punto di riferimento e d'ispirazione per moltissime altre aziende del settore, italiane e internazionali. Nel 1962, insieme a Cesare Cassina, fonda Flos, tuttora una delle più importanti aziende operanti nel campo dell'illuminazione per arredo. Sei anni dopo, nel 1968 fonda lo Studio Simon insieme a Maria Simoncini. Nel 1960 le icone del design italiano Achille Castiglioni e Pier Giacomo Castiglioni, decidono di affidare solo a lui la produzione della Sedia Lierna, una delle loro opere più importanti dedicata proprio a Lierna, rinomato paese del Lago di Como, dove si trovava la casa/studio del padre scultore Giannino Castiglioni. A lui è dedicato un importante premio nel settore del design industriale, il Premio Dino Gavina rilasciato dal Salone del mobile di Pesaro: DOMO360. Al di là delle sue capacità imprenditoriali, Dino Gavina è riconosciuto come una delle figure più influenti nel mondo del design industriale, a lui viene spesso riconosciuta la paternità del design come lo intendiamo ai giorni d'oggi, non solo il design italiano ma anche quello internazionale, non solo per aver fondato tre delle aziende più importanti del settore, ma soprattutto per le forti innovazioni e influenze portate nel campo con la Gavina SpA. Anty Pansera lo ha definito «Il più trasgressivo operatore del "furniture design" italiano».
Dopo la sua morte gli è stata dedicata un'importante mostra: Dino Gavina, lampi di design al MAMbo-Museo d'Arte Moderna di Bologna. con l'esposizione di alcune sue produzioni uniche tra cui la Lierna del 1969.